# Sorocea jaramilloi
Sorocea jaramilloi är en mullbärsväxtart som beskrevs av C.C. Berg. Sorocea jaramilloi ingår i släktet Sorocea och familjen mullbärsväxter. Inga underarter finns listade i Catalogue of Life.